# Triaenodes phalacris
Triaenodes phalacris is een uitgestorven schietmot uit de familie Leptoceridae. De soort was endemisch in de Verenigde Staten.